# Composer (軟體)
Composer是PHP的软件包管理系统，它提供用于管理PHP软件和依赖库关系的标准格式，它在单个项目的基础上进行管理，会在单个项目的某个目录（默认是vendor）进行安装。 它由Nils Adermann和Jordi Boggiano开发。 他们于2011年4月开始开发，并于2012年3月1日首次发布第一个版本。Composer 的产生是由于受到了 Node.js 的 npm 以及 Ruby 的 bundler 的启发。 该项目的依赖关系解决算法最初是来自openSUSE的libzypp包管理器。
在中国使用composer的时候，由于网络延迟以及防火长城问题，通常会通过镜像使用，数据的获取，文件的下载通过镜像使用。

## 使用语法

### 命令
Composer 提供了几个参数，包括：
- require：向composer.json添加一个依赖库，并且安装它
- install：从composer.json安装依赖库，通常在下载一个PHP项目的所有依赖时使用
- update：根据composer.json中允许的版本范围更新依赖库
- remove：删除一个依赖库，并将其从composer.json中移除
- self-update：更新composer自身

### 依赖库定义
```
composer require monolog/monolog
```

以上命令会在composer.json中生成
```
{

    
"require"
:
 
{

        
"monolog/monolog"
:
 
"1.2.*"

    
}

}

```

### 指定版本
所安装依赖库的版本可以由以下几种运算符定义：
| 运算符 | 作用 (放置在版本号前时)                             | 示例                                                       |
| ------ | --------------------------------------------------- | ---------------------------------------------------------- |
| >=     | 允许高于此版本的依赖 以此类推，我们可以使用>、<和<= | "php": ">=5.5.9" 包括 PHP 7                                |
| !=     | 排除一个版本的依赖                                  |                                                            |
| -      | 定义一个依赖的范围                                  |                                                            |
| \|\|   | 或运算符，寻找二者中存在的版本                      | "symfony/symfony": "2.8 ¦¦ 3.0" 将查找该依赖的2.8或3.0版本 |
| *      | 通配符，允许一切符合要求的子版本                    | "symfony/symfony": "3.1.*" 包括 3.1.1 版本                 |
| ~      | 允许同级别的下一个版本                              | "doctrine/orm": "~2.5" 包括 2.6，但是不包括 2.4 或 3.0.    |
| ^      | 类似于~，但是只允许向后兼容的版本                   |                                                            |

## 支持的框架
- Symfony ≥ 2
- Laravel ≥ 4
- CodeIgniter ≥ 3.0
- CakePHP ≥ 3.0
- FuelPHP ≥ 2.0
- Drupal ≥ 8
- TYPO3 ≥ 6.2
- SilverStripe ≥ 3.0
- Magento ≥ 2.0
- Yii ≥ 1.1
- Zend Framework ≥ 1
- Silex
- Lumen

## 註解
1. ↑  . 2025年1月21日  [2025年2月20日].
2. ↑  . GitHub.   [2020-08-06]. （原始内容存档于2019-03-27） （英语）.
3. ↑  . getcomposer.org.   [2020-08-06]. （原始内容存档于2018-02-12）.
4. ↑  . getcomposer.org.   [2020-08-06]. （原始内容存档于2020-08-04）.
5. ↑  . getcomposer.org.   [2020-08-06]. （原始内容存档于2020-09-14）.

## 外部連結
- 官方网站